# Martin Menzel (Filmeditor)
Martin Menzel (* 24. Mai 1979 in Magdeburg) ist ein deutscher Filmeditor.

## Leben
Zwischen 1999 und 2002 absolvierte Menzel eine Ausbildung zum Mediengestalter Bild und Ton beim ZDF. Erst besuchte die Fernsehakademie Mitteldeutschland. Im Jahr 2009 studierte Menzel an der New York Film Academy in New York, USA ein Jahr lang „Filmmaking“ mit Diplom.
Menzel montiert als freier Editor Dokumentar- und Spielfilme, aber auch zahlreiche andere Fernsehsendungen und hat Erfahrungen in der Regie von Kurzspielfilmen.
Für seinen Schnitt des Fernsehfilms Ich bin! Margot Friedländer wurde Menzel 2024 mit dem Deutschen Fernsehpreis für Beste Montage Fiktion ausgezeichnet. Die Jury lobte die „sorgfältige Verknüpfung der dramatischen Spielszenen mit historischem Material und den intensiven Interviews“. Weiterhin schaffe Martin Menzels Montage „fließende Übergänge zwischen den verschiedenen Zeitebenen“ und mache dadurch „die Relevanz des Vergangenen für die Gegenwart unmittelbar sichtbar“. 
Der Film erhielt zudem zahlreiche weitere Auszeichnungen wie den Robert-Geisendörfer-Preis 2024, den Deutschen Fernsehpreis für Bester Fernsehfilm / Mehrteiler, den Blauen Panther 2024 in der Kategorie Kultur/Bildung sowie den 3satPublikumspreis 2024.
Bereits 2023 erhielt das von Menzel zusammen mit Tanja Zilg montierte Dokudrama "Nazijäger – Reise in die Finsternis" eine Nominierung für den International Emmy Award, Kategorie Documentary.
Menzel ist Mitglied im Bundesverband Filmschnitt Editor und der Deutsche Akademie für Fernsehen und lebt in Birkenwerder bei Berlin.

## Filmografie (Auswahl)
- 2004: Fahrerflucht (Kurzfilm), auch Regie
- 2004: Liebes Spiel (Kinofilm) – Regie: Britta Sauer
- 2006: Ruudi (Kinofilm) – Regie: Katrin Laur
- 2006: Beas Vorstellung von Glück (Kurzfilm), auch Regie
- 2010: Vanishing - Kleinmans Verschwinden (Kurzfilm), auch Regie
- 2012: Unter Männern - Schwul in der DDR (Kino-Dokumentarfilm) – Regie: Markus Stein, Ringo Rösener
- 2012: Sein größter Trick (Kurzfilm), auch Regie
- 2015: God of Happiness (Kinofilm) – Regie: Dito Tsintsadze
- 2018: Matti und Sami und die drei größten Fehler des Universums (Kinofilm) – Regie: Stefan Westerwelle
- 2020: Ursus (Kinofilm) – Regie: Otar Shamatova
- 2020: Nartai (Kinofilm) – Regie: Dito Tsintsadze, Gulnara Sarsenova
- 2022: Nazijäger – Reise in die Finsternis (TV-Dokudrama) – Regie: Raymond Ley
- 2023: Ich bin! Margot Friedländer (TV-Dokudrama) – Regie: Raymond Ley

## Auszeichnungen
- 2024: Deutscher Fernsehpreis in der Kategorie Beste Montage Fiktion für Martin Menzel für Ich bin! Margot Friedländer[2]